# Бухалівка
Буха́лівка — село в Україні, в Опішнянській селищній громаді Полтавського району Полтавської області. Населення становить 38 осіб. 

## Географія
Село Бухалівка знаходиться на відстані до 1 км від сіл Вінтенці, Деряги та Заїки. По селу протікає пересихаючий струмок з загатою. Поруч проходить автомобільна дорога Т 1710 (Р42).

## Історія
1859 року у власницькому хуторі налічувався 1 двір, мешкало 2 особи (1 чоловічої статі та 1 — жіночої)
1911 року у селі налічувались церква Мироносіцька та церковно-прихідська школа, мешкало 495 особи (279 чоловічої статі та 216 — жіночої)
У планах Зіньківських повітових земських зборів 1914 року було будівництво на території села двокомпонентної школи та за межами села дерев'яного двокомпонентного училища загальною вартістю 11 428 рублів.
|  | Необхідно вказати при цьому, що місце для спорудження Бухалівського 2-комплектного училища має бути вибране не в самій Бухалівці, а південніше на декілька верств, щоб приблизити його до населеного району хуторів |

## Відомі люди
Уродженкою села є заслужена майстриня народної творчості Великодна Олександра Кузьмівна.